# Zdzisław Wiatr
Zdzisław Wiatr (ur. 1960 w Głubczycach) – polski grafik oraz nauczyciel akademicki.

## Życiorys
Ukończył studia na Akademii Sztuk Pięknych w Krakowie, na Wydziale Grafiki w Katowicach. W 1986 r. uzyskał dyplom z wyróżnieniem. W latach 1986-1987 był stypendystą Ministra Kultury i Sztuki. Wieloletni wykładowca w Uniwersytecie Jana Długosza w Częstochowie.
W roku 2022 uzyskał tytuł naukowy profesora.
Mieszkaniec Radomska. Autor wielu grafik i innych prac plastycznych, m.in. projekt pomnika-macewy na terenie dawnego getta żydowskiego w Radomsku, tablicy poświęconej Królowej Jadwidze na ścianie ratusza w Radomsku.

## Nagrody i wyróżnienia
- wyróżnienie na Międzynarodowej Wystawie Małych Form w Toronto w 1989 roku;
- wyróżnienie na Międzynarodowej Wystawie Małych Form w Toronto w 1991 roku;
- wyróżnienie, „Misterium cierpienia – misterium odkupienia” w 2005;
- nagroda ex-aequo w konkursie „Gdy słowo staje się obrazem” w 2006.